# Reserva Natural de Kivimurru
A Reserva Natural de Kivimurru é uma reserva natural localizada no condado de Jõgeva, na Estónia.
A área da reserva natural é de 55 hectares.
A área protegida foi fundada em 1968 para proteger a floresta de pinheiros de Kivimurru na aldeia de Võtikvere. Em 2013, a área protegida foi designada como reserva natural.